# Thomas Körner
Thomas Körner (5 marzo 1962) è un pilota motociclistico tedesco.

## Carriera
In seguito ad una lunga carriera nel campionato nazionale tedesco, nel 1995 arriva il coronamento con il titolo nella classe Supersport in sella ad una Ducati. Sempre nel 1995, prende parte al Gran Premio di Germania nella categoria Thunderbike Trophy del motomondiale dove, in sella ad una Honda, si classifica ventiduesimo. Il titolo nazionale gli permette di trovare un posto nel campionato Europeo Velocità per il 1996, sempre in categoria Supersport ed in sella ad una Ducati.
Nella stagione nell'europeo si classifica 7º con 59 punti ed una vittoria a Brands Hatch, ed è anche l'unico pilota non italiano quell'anno ad ottenere un podio e vincere una gara.
Per il 1997 partecipa alla prima edizione del mondiale Supersport sempre in sella ad una Ducati. Ottiene il suo unico podio in un mondiale nella seconda gara a Donington dove conquista il secondo gradino del podio, ed a fine stagione si classifica 10º nel mondiale con 61 punti. L'anno seguente partecipa a quattro gare del mondiale Supersport su una Kawasaki. Ottiene come miglior risultato un 12º posto al Nürburgring e termina la stagione 27º con 10 punti.
Nel 1999 partecipa come wild card al Gran Premio del Nürburgring in sella ad una Suzuki, ma si ritira al secondo giro e non ottiene così punti validi per la classifica mondiale. È anche la sua ultima apparizione mondiale. Terminata la carriera agonistica Körner inizia a gestire un'officina motociclistica a Leinzell.

## Risultati in gara

### Motomondiale
| 1995 | Classe             | Moto  |    |    |    |  |    |  |  |  |  |  |    |    |  |  |  | Punti | Pos. |
| ---- | ------------------ | ----- | -- | -- | -- |  | -- |  |  |  |  |  | -- | -- |  |  |  | ----- | ---- |
| 1995 | Thunderbike Trophy | Honda | NE | NE | NE |  | 22 |  |  |  |  |  | NE | NE |  |  |  | 0     |      |

| Legenda | 1º posto        | 2º posto            | 3º posto            | A punti      | Senza punti        | Grassetto – Pole position Corsivo – Giro più veloce |
| Legenda | Gara non valida | Non qual./Non part. | Ritirato/Non class. | Squalificato | '-' Dato non disp. | Grassetto – Pole position Corsivo – Giro più veloce |

### Mondiale Supersport
| 1997 | Moto   |     |   |    |     |    |    |    |   |    |   |    | Punti | Pos. |
| ---- | ------ | --- | - | -- | --- | -- | -- | -- | - | -- | - | -- | ----- | ---- |
| 1997 | Ducati | Rit | 2 | 10 | Rit | 14 | 12 | 12 | 7 | 14 | 8 | 10 | 61    | 10º  |

| 1998 | Moto     |    |    |  |    |  |  |  |  |    |  |  | Punti | Pos. |
| ---- | -------- | -- | -- |  | -- |  |  |  |  | -- |  |  | ----- | ---- |
| 1998 | Kawasaki | 13 | 17 |  | 12 |  |  |  |  | 13 |  |  | 10    | 27º  |

| 1999 | Moto   |  |  |  |  |     |  |  |  |  |  |  | Punti | Pos. |
| ---- | ------ |  |  |  |  | --- |  |  |  |  |  |  | ----- | ---- |
| 1999 | Suzuki |  |  |  |  | Rit |  |  |  |  |  |  | 0     |      |

| Legenda | 1º posto        | 2º posto            | 3º posto           | A punti      | Senza punti        | Grassetto – Pole position Corsivo – Giro più veloce |
| Legenda | Gara non valida | Non qual./Non part. | Ritirato/Non class | Squalificato | '-' Dato non disp. | Grassetto – Pole position Corsivo – Giro più veloce |